# Paul-Henri Datessen
Pour les articles homonymes, voir Datessen.
Paul-Henri Datessen est un architecte français né le 25 octobre 1884 à Paris et mort en 22 juillet 1938 à La Baule. 
On lui doit de nombreuses réalisations à La Baule-Escoublac à partir de 1911 dont l'hôtel des Postes et un nombre important de villas. 

## Biographie
Paul-Henri Marie Simon Datessen, naît le 25 octobre 1884 à Paris. Il est le fils d'Édouard Datessen (1856-1940 — connu sous le nom d’Édouard Datessen) architecte à la ville de Paris et à La Baule, et de Paule Julie Clotilde Chotard.
Il suit des études de droit ainsi que de médecine, pensent s’orienter vers une carrière de médecin de la marine. Durant la Première Guerre mondiale, il est médecin auxiliaire puis médecin aide-major. Il est cité à l’ordre du 2e C.A. le 10 mai 1915 pour avoir fait preuve « d’un dévouement inlassable et d'un mépris absolu du danger » et reçoit la croix de Guerre.
Il se marie avec Marie Grossin le 9 octobre 1919. Il est reçu chevalier de la Légion d’honneur le 1er avril 1932 au titre de lieutenant d’administration.
Ses confrères architectes et les entrepreneurs avec lesquels il travaille disent de lui qu’il est un « seigneur d'une extrême discrétion », « un ours, un solitaire qui [a] énormément de talent et dont le travail, très rigoureux, ne s’est pas démodé ».
Bien qu’ayant dessiné les plans de plusieurs villas de La Baule depuis 1911, ce n’est qu’à partir de 1924 qu’il s’y installe et y ouvre ses premiers bureaux en novembre 1924, 1er étage de la villa Ker Rosa, place de la Chapelle. S’associant avec l’architecte parisien André Marganne, puis avec son chef d'agence Adelio Ballerini, il déménage en octobre 1925 dans la villa La Brise, boulevard Darlu.
Il se voit confier en 1928 la réhabilitation de l’ancienne gare. En février 1937 il est nommé architecte-conseil de la commune.
En parallèle de ses activités d’architecte, il est vice-président du Cercle Nautique de La Baule jusqu'en mai 1938.
Il meurt en juillet 1938. Il est enterré au cimetière de La Baule. Sa tombe comporte les motifs dessinés sur la façade de l'hôtel des Postes.

## Œuvre architecturale

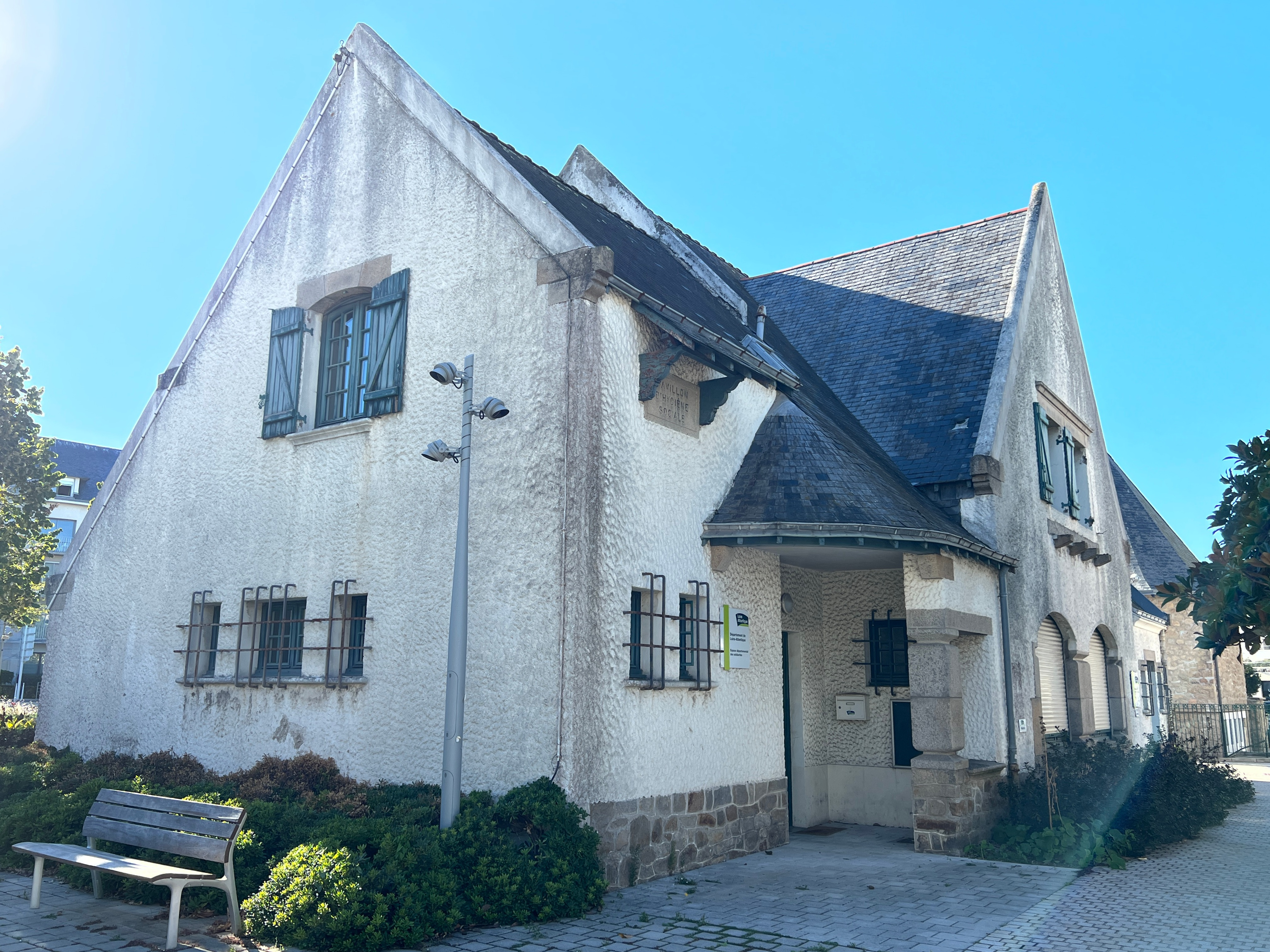
Le pavillon d'hygiène sociale.

Il est l’auteur des projets baulois suivants :
- l'hôtel Adelphi ;
- la villa Les Ailes brisées (1933) ;
- la villa Aktina à La Baule (1937[7],[8]) ;
- la villa Athys ;
- l’hôtel Blanc Manoir (vers 1930[9]) ;
- la villa Les Bousous (1929[10]) ;
- la villa Les Brimbelles (vers 1927[11]) ;
- la villa Brimborio ;
- la villa Butterfly à La Baule (1930[12]) ;
- la villa Carpe Diem à La Baule (1937[13],[14]) ;
- la villa Casa Sylva[15] ;
- la maison Castel François-Marie (1930[16]) ;
- l'hôtel Celtic à La Baule (1931[17]) ;
- la villa Le Chalusset ;
- la villa Chapelle Pavie (reprise en 1935 d'une maison construite vers 1900[18]) ;
- le cimetière (1929, monument funéraire de la famille et calvaire du cimetière[19]) ;
- le cinéma, théâtre dit Salle des Fêtes (en 1935[20]) ;
- la villa Clairbois (1935[21]) ;
- la villa La Clairière (1930[22]) ;
- la villa La Clarté (vers 1925[23]) ;
- la villa Le Clos Joli (1920[24]) ;
- le Club-House du Garden Tennis ;
- la villa La Croix Saint-Clair à La Baule (1933[25]) ;
- l'agrandissement des écoles publiques ;
- la villa Le Discobole (vers 1926[26]) ;
- la villa L'Escale à La Baule[27] ;
- le garage automobile Ford (1929[28]) ;
- le dispensaire dit Fondation la Pérousse (en 1928[29]) ;
- la villa La Fresnaye (vers 1926[30]) ;
- la gendarmerie de La Baule;
- les transformations d’hôtel Mauspha (rénovation en 1928 de l’œuvre de 1886 de François Aubry[31]) ;
- la villa Les Heures Claires à La Baule (1930[32]) ;
- la villa Janimore ;
- la villa Ker Argoëd ;
- la villa Ker Vir (1929[33]) ;
- le kiosque à musique (1929[34]) ;
- Les Lilas Blancs (1930[35]) ;
- la villa Les Lobédias ;
- la villa Locmaria (1930[36]) ;
- la villa Le Mas à La Baule (1926[37]) ;
- les extensions du marché (1927 et 1928) ;
- la villa Marie-Claude à La Baule (1932[38]) ;
- la villa Maouki (1930[39]) ;
- la villa Mélusine ;
- la villa Melpomène (construite vers 1910 et remaniée par Paul-Henri Datessen en 1933 pour en faire son atelier de travail[40]) ;
- le manège la Mercanderie ou Dassonville à La Baule (1927[41]) ;
- la villa Migouélou (vers 1930[42]) ;
- la façade du garage automobile Minot (vers 1927[43]) ;
- la villa Mitsouko (1930[44])
- le monument aux morts de La Baule (1936) ;
- la villa Okeanos (1930[45]) ;
- l'immeuble L'Oustaou (1929[46]) ;
- le dispensaire, dit Fondation la Pérousse, puis Pavillon d'hygiène sociale (1928) (reconversion avec d'importantes modifications du bâtiment voyageur de l'ancienne gare)[47] ;
- la villa Pavillon Rose à La Baule (rénovation en 1926 de l’œuvre de 1900 de Georges Lafont[48]) ;
- l'hôtel des Postes (1936, avec l’architecte nantais Gabriel Guchet[49],[50]) ;
- la villa Red-Roof à La Baule (1926 pour Latécoère[51],[52]) ;
- la villa Rosario (vers 1930[53]) ;
- la villa Les Roches Rouges à La Baule (1926[54]) ;
- l'église du Sacré-Cœur à La Baule (1934[55]) ;
- la villa La Saga[19] ;
- la villa Saint-Charles (avec André Marganne[56]) ;
- la villa Saint-Corentin (1928[57]) ;
- la villa Saint-Guénolé (1927[58]) ;
- la villa Saint-Syvestre (reprise vers 1930 d'une maison de 1910[59]) ;
- la villa Soladar (en 1930[60]) ;
- la villa Solenea à La Baule (vers 1926[61],[62]) ;
- la villa Sunny Cottage (1924[63]) ;
- la villa Les Tottes (reprise vers 1928 d'une maison dessinée vers 1900[64]) ;
- le temple protestant (1930[65],[66]) ;
- la villa Ty Breiz (1930[67]) ;
- la villa Ty Ouït (vers 1926[68]) ;
- la villa Ty Ra et son annexe Ty Ra Bihan (reprise vers 1925 d’une maison construite vers 1900[69]) ;
- la villa Vega (vers 1920[70]) ;
- la villa Vert Cottage (1930[71]) ;
- la villa La Villanelle, ou Villa Nelle (1922[19],[72]) ;
- l’hôtel dit Hôtel Weller (rénovation avec André Marganne d'un bâtiment conçu par Georges Lafont[73])

Son dernier projet à La Baule est la villa Aktina pour Charles Grégoire, consul de Grèce à Bruxelles, une construction de style basque aux larges débords de toiture, loggias et grandes ouvertures,.
Il est également l'auteur de l'agrandissement de la maison Ker Goustan vers 1910, initialement construite en 1893 au Croisic et de la construction d’une maison de villégiature balnéaire à Batz-sur-Mer vers 1934. On lui doit également la villa La Grande Chartreuse à Pornichet et la poursuite de la construction de la villa Saint-Kiriec au Pouliguen (rénovation en 1938 de l’œuvre de 1873 de François Bougoüin,).
Par ailleurs, il est intervenu sur un château du XVIe siècle dans la commune d'Auverse, lieu-dit la Calvinière (orangerie) .